# Čúniči Dragons

Týmový znak

Čúniči Dragons (japonsky  中日ドラゴンズ, Čúniči Doragonzu) je profesionální baseballový klub z Nippon Professional Baseball, patřící do Central League. 
Klub byl založen v roce 1936. Jeho původním jménem bylo „Nagoja Dragons“.
Za svou historii klub celkem 9krát vyhrál Central League, z toho dvakrát i následující Japan Series:
- Vítězství v Japan Series (2): 1954, 2007.
- Ostatní vítězství v CL (9): 1954, 1974, 1982, 1988, 1999, 2004, 2006, 2010 a 2011.